# Гора (Молоковский район)
Гора — деревня в Молоковском районе Тверской области.

## География
Находится в восточной части Тверской области на расстоянии приблизительно 12 км по прямой на запад-юго-запад от районного центра поселка Молоково.

## История
Деревня была отмечена еще на карте 1825 года. В 1859 году здесь (деревня Стогинова Гора Бежецкого уезда Тверской губернии) было учтено 44 дворов. До 2021 года входила в Молоковское сельское поселение до его упразднения.

## Население
Численность населения: 300 человек (1859 год), 20 (русские 100 %) в 2002 году, 8 в 2010.